# アヌラーダプラ・マハーヴィハーラ

仏教のシルクロード伝播

アヌラーダプラ・マハーヴィハーラ（巴: Anuradhapura Mahāvihāra、大寺（だいじ））は、かつて、数世紀にわたってスリランカ仏教における上座部仏教の中心地であった僧院。デーワーナンピヤ・ティッサ王（en:Devanampiya Tissa、紀元前247–207年）が当時首都であったアヌラーダプラ（Anuradhapura）に開かせたのが始まりである。その法系を嗣ぐ宗派を「大寺派」（だいじは）と呼び、5世紀頃の仏音 (ぶっとん、ブッダゴーサ） などの僧侶たちによって確立されながら、現在の上座部仏教の直接の起源となっている。

## 他派との抗争
4世紀に、スリランカ上座部のアヌラーダプラ僧院（大寺）とアバヤギリ僧院 (en:Abhayagiri Vihara) （無畏山寺） の間で宗派間の争いがあり、それによってアヌラーダプラ僧院は破壊されたと『マハーワンサ』では述べられている。アバヤギリの僧侶たちは、アヌラーダプラ僧院を討つようにマハーセーナ王 (en:Mahasena of Sri Lanka) を煽ったが、結果的には彼らもスリランカから追放されたとされる。
史実的には、その後12世紀に入り、当時の王であったパラッカマバーフ1世によって、大寺派が正統と認められ、他の二派が弾圧されたことで、スリランカの仏教は再び大寺派に統一されることになった。

## 中国僧による記録
『マハーワンサ』の物語る伝統的な上座部の歴史記述は、5世紀初頭（399年から414年にかけて）インドとスリランカを訪れた中国の仏教僧、法顕の報告と相違する。『仏国記』（法顕が406年頃にスリランカで書き始めた詳細な旅行記）によると、アヌラーダプラ僧院は無傷であるだけでなく、3000人もの僧侶がそこにいた。また法顕は、阿羅漢として尊敬されていた沙門に関する書物がアヌラーダプラで焚書されるのに来訪者として加わったと書き残している。
さらにアバヤギリ・ヴィハーラも失われておらず、5000人の僧を擁していたとしている。
7世紀には玄奘三蔵がスリランカの寺院について書き残している（『大唐西域記』、第11巻）。玄奘はセイロン島の上座部に二派があったと報告しており、アヌラーダプラ僧院派（大寺派）を小乗上座部、アバヤギリ・ヴィハーラ派（無畏山寺）を大乗上座部と呼んでいる。玄奘は、スリランカでは「大乗上座部」（大乗と上座部の兼学と解される）が行われていると報告しており、考古学資料はアバヤギリ・ヴィハーラ（無畏山寺）で大乗経典が学ばれていたことを裏付けている。